# Navanax gemmatus
Navanax gemmatus is een slakkensoort uit de familie van de Aglajidae. De wetenschappelijke naam van de soort is voor het eerst geldig gepubliceerd in 1863 door Mörch.